# Microtus qazvinensis
Microtus qazvinensis is een woelmuis uit Iran die behoort tot het ondergeslacht Sumeriomys. Hij behoort tot de M. guentheri-groep, net als onder andere de mediterrane woelmuis (Microtus guentheri). De soort is in 2003 beschreven op basis van gegevens over celbiologie, morfologie en hybridisatie. Hij komt voor in Bu'in-Zahra in de provincie Qazvin in het noorden van Iran.